# 黄崖关
40°13′56″N 117°24′22″E / 40.232265°N 117.406082°E
黄崖关是长城在天津市蓟州区的一处关口，距蓟州城区北约30千米。黄崖关在明代是防御满族入侵的重要关口，当时名将戚继光驻守在这里，他主持重新修缮了长城。
这一段长城包括了长城的众多要素，有水关、烽火台、方型圆型各种敌楼、还有寨堡、敌台等，建筑材料也不仅用砖，还掺杂石材。关内有一座八卦城——“迷魂阵”，城内建有天津黄崖关长城博物馆，是长城沿线的第一座长城历史博物馆。现在在半山竖立了一座巨大的戚继光雕像。